# 高希均
高希均（英語：Charles Kao，1936年4月16日—），生於南京市，籍貫江蘇江陰，美國經濟學家，遠見·天下文化事業群創辦人，現任威斯康辛大學河瀑分校經濟學系教授兼系主任、遠見·天下文化事業群董事長。是臺灣遠見雜誌、30雜誌和天下文化創辦人，也與殷允芃、王力行同為天下雜誌的三位創辦人之一，1986年與王力行離開天下雜誌、專注《遠見雜誌》與天下文化之發展。

## 生平
高希均生於南京，其父為中華民國國軍軍官。1949年，因國共內戰全家遷台，居住在台北市南港區的眷村。先後在臺北商職（今國立臺北商業大學）與臺灣省立農學院（今國立中興大學應用經濟學系）農業經濟學系畢業，並獲兩校傑出校友獎。
1959年，赴美讀書；其父為了籌措機票及旅費，自軍中退休，以退休金供他出國。1964年獲密西根州立大學博士學位，隨後成為美國公民，任教於威斯康辛大學。服務於威斯康辛大學河城區經濟學系教授多年，並於1971年至1980年間擔任威斯康辛大學河城區經濟學系主任。
1977年，以《天下沒有白吃的午餐》一文，在台灣介紹經濟學概念。
曾任行政院國際經濟合作發展委員會人力小組顧問、國立台灣大學商學研究所講座教授、國立編譯館《國民中學公民與道德》第五冊《繁榮的經濟》主編、行政院顧問、經濟部顧問、國立臺北商業大學榮譽講座教授、國立中央大學榮譽教授、
並曾擔任國家統一委員會研究委員，於1992年8月1日參與中華民國面對“一個中國涵義”之會議討論。
高希均自1994年後為美國百人會會員。2000年後擔任國內外財團法人基金會董事，並常應邀擔任國際論壇之貴賓演講及主持人。2013年榮獲亞洲大學名譽博士。

## 著作
高希均著有《經濟發展導論》、《人力與經濟發展》、《天下那有白吃的午餐》、《共產世界去來》、《經濟人與社會人》、《溫暖的心、冷靜的腦》、《經濟學的世界》、與《台灣經濟發展英文文獻目錄》、《閱讀救自己》、《八個觀念改善台灣》。

## 荣誉

### 中华民国勋章奖章
- 二等景星勋章（2016年5月4日于台北总统府颁授[3]）

## 外部連結
- 高希均@灼見名家 （页面存档备份，存于）